# Die Simpsons/Staffel 29
Die 29. Staffel der US-amerikanischen Zeichentrickserie Die Simpsons wurde vom 1. Oktober 2017 bis zum 20. Mai 2018 auf dem US-amerikanischen Sender Fox ausgestrahlt. Mit der Folge Forgive and Regret brachen Die Simpsons den 43 Jahre alten Rekord der Westernserie Rauchende Colts als die auf einem Drehbuch basierende Serie mit den meisten Episoden. Die deutschsprachige Erstausstrahlung der Folgen 1 bis 15 fand vom 14. August bis zum 20. November 2018 auf dem Free-TV-Sender ProSieben statt. Die restlichen sechs Folgen wurden vom 14. Januar bis zum 11. März 2019 beim österreichischen Free-TV-Sender ORF eins gesendet. Seit dieser Staffel ist Gudo Hoegel die deutsche Stimme von Moe Szyslak, nachdem Bernd Simon am 27. November 2017 verstarb. Am 26. Oktober 2017, einen Monat zuvor, verstarb Manfred Erdmann, die deutsche Stimme des Comicverkäufers. Er wird ab dieser Staffel von Gerhard Jilka gesprochen.

## Episoden
| Nr. (ges.) | Nr. (St.) | Deutscher Titel                   | Originaltitel                                    | Erstausstrahlung USA | Deutschsprachige Erstausstrahlung (bis Folge 15 Pro7, danach ORF) | Regie             | Drehbuch                                 | Zuschauer (USA) | Prod. Code |
| ---------- | --------- | --------------------------------- | ------------------------------------------------ | -------------------- | ----------------------------------------------------------------- | ----------------- | ---------------------------------------- | --------------- | ---------- |
| 619        | 1         | Die Sklavsons                     | The Serfsons                                     | 1. Okt. 2017         | 14. Aug. 2018                                                     | Rob Oliver        | Brian Kelley                             | 3,26 Mio.       | WABF17     |
| 620        | 2         | Sad Girl                          | Springfield Splendor                             | 8. Okt. 2017         | 21. Aug. 2018                                                     | Matthew Faughnan  | Tim Long & Miranda Thompson              | 5,25 Mio.       | WABF22     |
| 621        | 3         | Talent mit Pfiff                  | Whistler’s Father                                | 15. Okt. 2017        | 28. Aug. 2018                                                     | Matthew Faughnan  | Tom Gammill & Max Pross                  | 2,91 Mio.       | WABF16     |
| 622        | 4         | Der Exorzismus von Maggie Simpson | Treehouse of Horror XXVIII                       | 22. Okt. 2017        | 30. Okt. 2018                                                     | Timothy Bailey    | John Frink                               | 3,66 Mio.       | WABF18     |
| 623        | 5         | Grampa ist ganz Ohr               | Grampy Can Ya Hear Me                            | 5. Nov. 2017         | 4. Sep. 2018                                                      | Bob Anderson      | Bill Odenkirk                            | 2,86 Mio.       | WABF19     |
| 624        | 6         | Blau im Amt                       | The Old Blue Mayor She Ain’t What She Used to Be | 12. Nov. 2017        | 11. Sep. 2018                                                     | Matthew Nastuk    | Tom Gammill & Max Pross                  | 4,75 Mio.       | WABF20     |
| 625        | 7         | Die Pin Pals                      | Singin’ in the Lane                              | 19. Nov. 2017        | 18. Sep. 2018                                                     | Michael Polcino   | Ryan Koh                                 | 2,67 Mio.       | WABF21     |
| 626        | 8         | Lisa legt los                     | Mr. Lisa’s Opus                                  | 3. Dez. 2017         | 25. Sep. 2018                                                     | Steven Dean Moore | Al Jean                                  | 4,28 Mio.       | XABF01     |
| 627        | 9         | Gone Boy                          | Gone Boy                                         | 10. Dez. 2017        | 2. Okt. 2018                                                      | Rob Oliver        | John Frink                               | 6,06 Mio.       | XABF02     |
| 628        | 10        | Ha-Ha Land                        | Haw-Haw Land                                     | 7. Jan. 2018         | 9. Okt. 2018                                                      | Bob Anderson      | Tim Long & Miranda Thompson              | 6,95 Mio.       | XABF03     |
| 629        | 11        | Arche Monty                       | Frink Gets Testy                                 | 14. Jan. 2018        | 16. Okt. 2018                                                     | Chris Clements    | Dan Vebber                               | 8,04 Mio.       | XABF04     |
| 630        | 12        | Manacek                           | Homer is Where The Art Isn’t                     | 18. März 2018        | 23. Okt. 2018                                                     | Timothy Bailey    | Kevin Curran                             | 2,10 Mio.       | XABF05     |
| 631        | 13        | Doppeltes Einkommen, kinderlos    | 3 Scenes Plus a Tag from a Marriage              | 25. März 2018        | 6. Nov. 2018                                                      | Matthew Nastuk    | Tom Gammill & Max Pross                  | 2,15 Mio.       | XABF06     |
| 632        | 14        | Krusty macht ernst                | Fears of a Clown                                 | 1. Apr. 2018         | 13. Nov. 2018                                                     | Steven Dean Moore | Michael Price                            | 2,06 Mio.       | XABF08     |
| 633        | 15        | Politisch unkorrekt               | No Good Read Goes Unpunished                     | 8. Apr. 2018         | 20. Nov. 2018                                                     | Mark Kirkland     | Jeff Westbrook                           | 2,15 Mio.       | XABF07     |
| 634        | 16        | Der Matratzenkönig                | King Leer                                        | 15. Apr. 2018        | 14. Jan. 2019                                                     | Chris Clements    | Daniel Furlong & Zach Posner             | 2,26 Mio.       | XABF10     |
| 635        | 17        | Lisa hat den Blues                | Lisa Gets the Blues                              | 22. Apr. 2018        | 21. Jan. 2019                                                     | Bob Anderson      | David Silverman & Brian Kelley           | 2,19 Mio.       | XABF11     |
| 636        | 18        | Rezeptfrei                        | Forgive and Regret                               | 29. Apr. 2018        | 28. Jan. 2019                                                     | Rob Oliver        | Bill Odenkirk                            | 2,47 Mio.       | XABF09     |
| 637        | 19        | Links liegen gelassen             | Left Behind                                      | 6. Mai 2018          | 18. Feb. 2019                                                     | Lance Kramer      | Joel H. Cohen & John Frink Idee: Al Jean | 2,15 Mio.       | XABF12     |
| 638        | 20        | Dänisches Krankenlager            | Throw Grampa from the Dane                       | 13. Mai 2018         | 4. März 2019                                                      | Michael Polcino   | Rob LaZebnik                             | 2,14 Mio.       | XABF13     |
| 639        | 21        | Der Tod steht ihm gut             | Flanders’ Ladder                                 | 20. Mai 2018         | 11. März 2019                                                     | Matthew Nastuk    | J. Stewart Burns                         | 2,10 Mio.       | XABF14     |